# Pierre Terray
Le comte Pierre Terray (Paris, 27 mai 1851 - Paris, 24 mai 1925) est un militaire et homme politique français. Châtelain de Barbentane, il s'implique dans la vie politique de la commune et en est élu maire en 1885. Il contribue à faire de Barbentane un îlot « blanc » dans un Midi traditionnellement « rouge ». 

## Biographie

### Premières années
Membre de la famille Terray, il est le petit-fils du préfet Hippolyte Terray de Rozières et le grand-père du secrétaire d'État Jean Terray. Par héritage, il devient le plus grand propriétaire terrien de Barbentane, et notamment du château de la commune.
Élève-officier de l'École spéciale militaire de Saint-Cyr, il commence une carrière militaire mais quitte rapidement l'armée en 1879, avec le grade de sous-lieutenant, ne voyant que très peu d'opportunités d'avancement pour un officier catholique et monarchiste.

### Engagement politique
Beau-frère d'Albert de Mun, il partage ses opinions en matière de catholicisme social. 
En novembre 1880, il fait partie des laïques qui aident les Prémontrés à soutenir le siège de Frigolet.
En 1885, il parvient à faire casser l'élection municipale de 1884 par le Conseil d'État en dénonçant le découpage électoral abusif auquel les républicains du Conseil général s'étaient livrés. Il est élu maire à l'issue de l'élection partielle qui s'ensuit, obtenant 80 % des voix et l'intégralité des sièges au conseil municipal. Toutefois, en mai 1886, il est révoqué temporairement par le préfet des Bouches-du-Rhône en raison d'une rixe ayant opposé royalistes et républicains lors d'une fête dans la commune, puis le conseil municipal est dissous par décret du président de la République.
En 1888, il est réélu maire de Barbentane. Cependant, la même année, son soutien à l'installation d'une école laïque dans la commune — bien qu'il soit lui-même favorable à l'école catholique — lui aliène ses soutiens les plus intransigeants. Contesté au sein de son camp, il démissionne au printemps 1889, las de ces luttes intestines. 
En juin 1889, il organise un banquet de mille couverts à Châteaurenard, dans le cadre de la campagne pour le Conseil général où il parvient à être élu, obtenant notamment 67 % des voix à Barbentane. 
En mai 1898, poussé par ses amis, il se présente aux élections législatives en tant que catholique rallié à la République mais est battu par un candidat radical-socialiste.
En septembre 1898, il se présente une nouvelle fois comme maire de Barbentane et est réélu. En 1911, il est à nouveau élu maire. Il quitte définitivement ses fonctions en 1919, ayant cessé de présider le conseil municipal depuis 1914 en raison de son état de santé.
Son petit-fils Arnold de Waresquiel occupera les fonctions de maire de la commune de 1945 à 1954.